# Williams FW34
A Williams FW34 egy Formula–1-es versenyautó, amelyet a WilliamsF1 tervezett a 2012-es Formula–1 világbajnokságra. Miután az előző szezonban a legrosszabb évadot futották a megszerzett öt pontjukkal a csapat 30 éves történelmében, nagy változásokra volt szükség. Az autót az egykori McLaren mérnök, Mike Coughlan tervezte és Jason Somerville segítette munkáját. A FW34-ben a Renault RS27-2012 motor található meg, miután 1989 és 1997 között már használták a Renault motorokat. 2012. február 7-én Pastor Maldonado és Bruno Senna mutatta be.
A 2012-es spanyol nagydíjon pole pozíciót szerzett Pastor Maldonado, majd másnap meg is nyerte a versenyt. A 2004-es brazil nagydíj óta, amikor Juan Pablo Montoya megnyerte a verseny ez volt az első alkalom, hogy futamot nyert a csapat.

## Képek

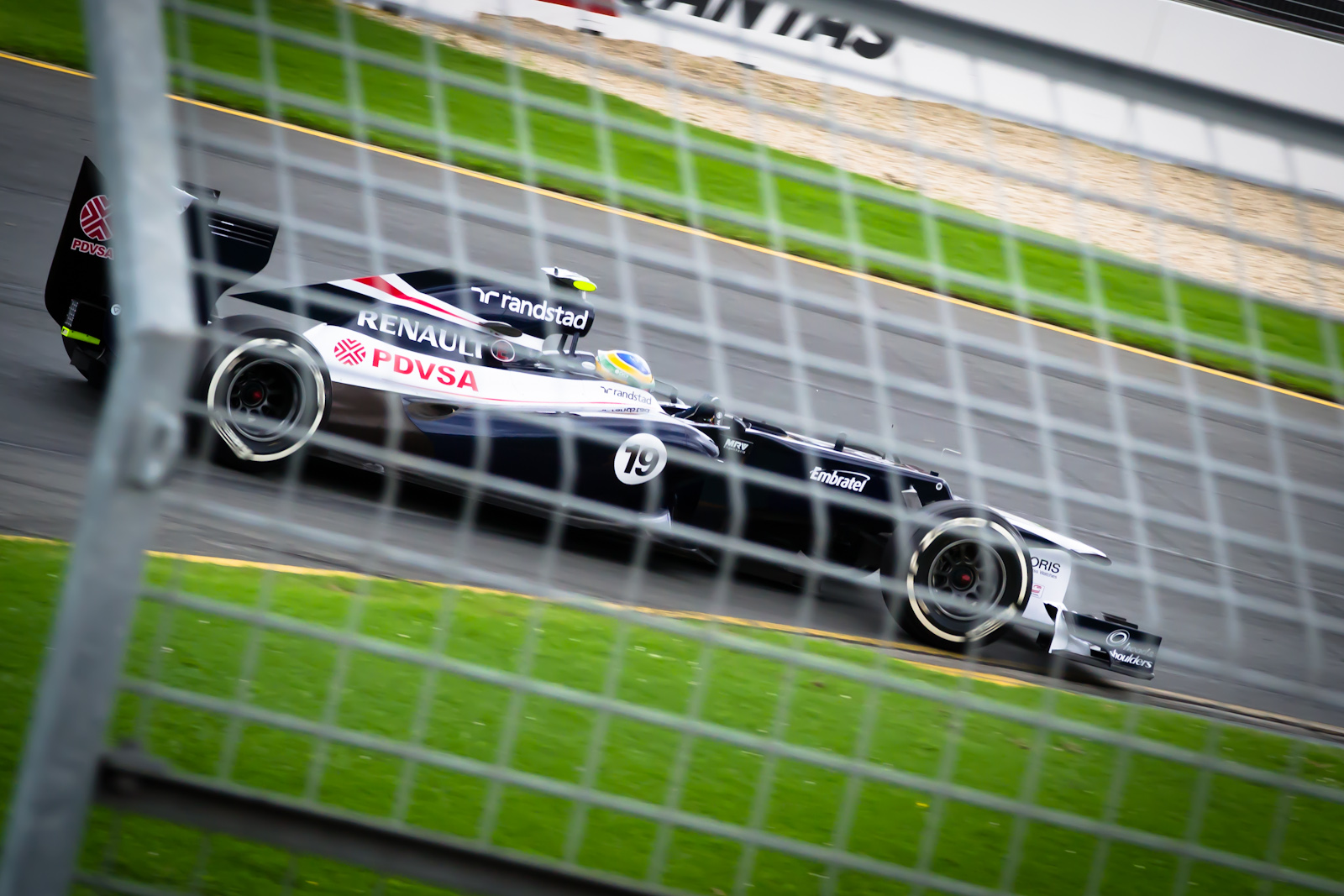
Bruno Senna 2012. március 16-án a 2012-es ausztrál nagydíjon
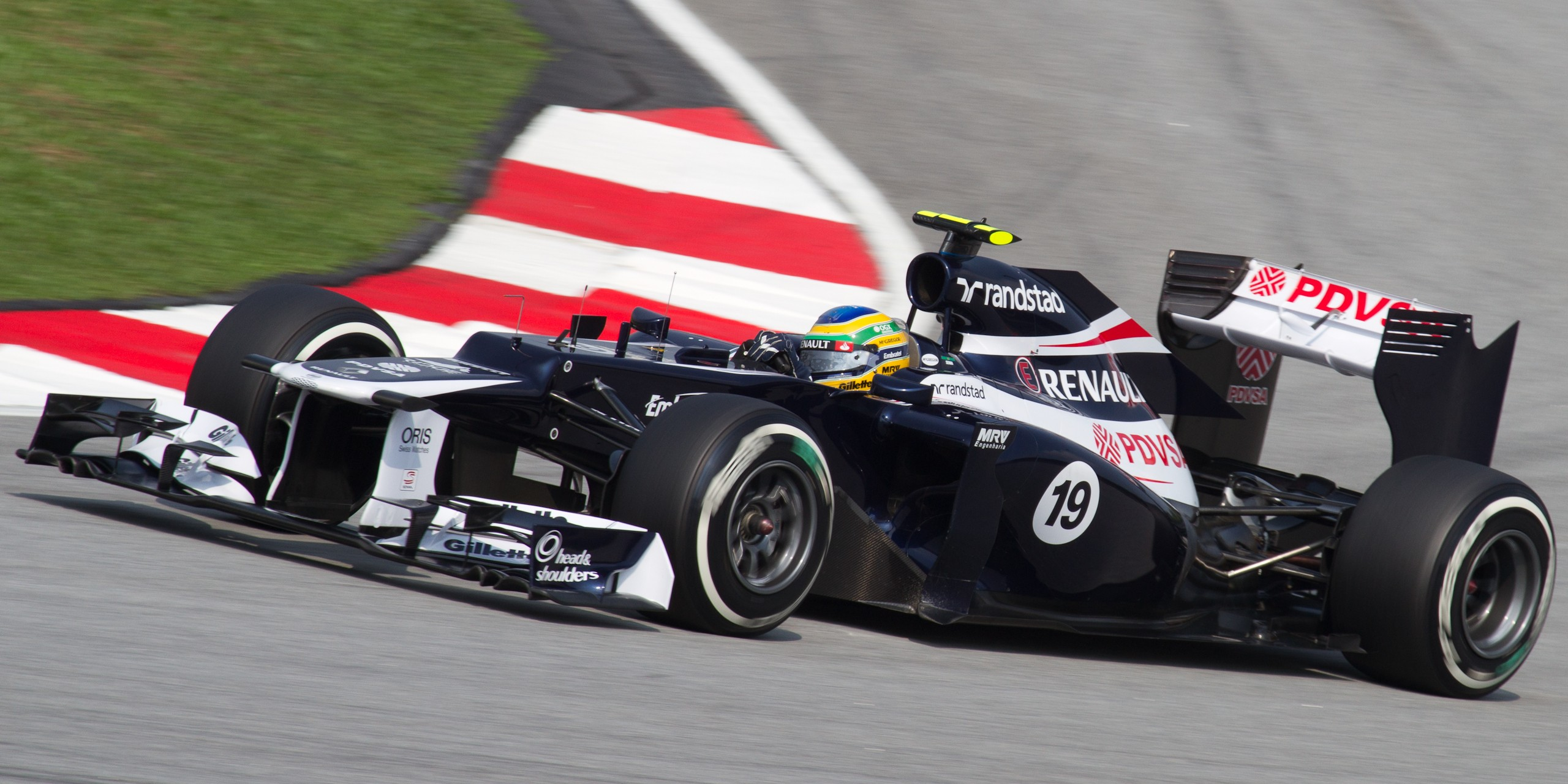
Bruno Senna 2012. március 24-én 2012-es maláj nagydíjon
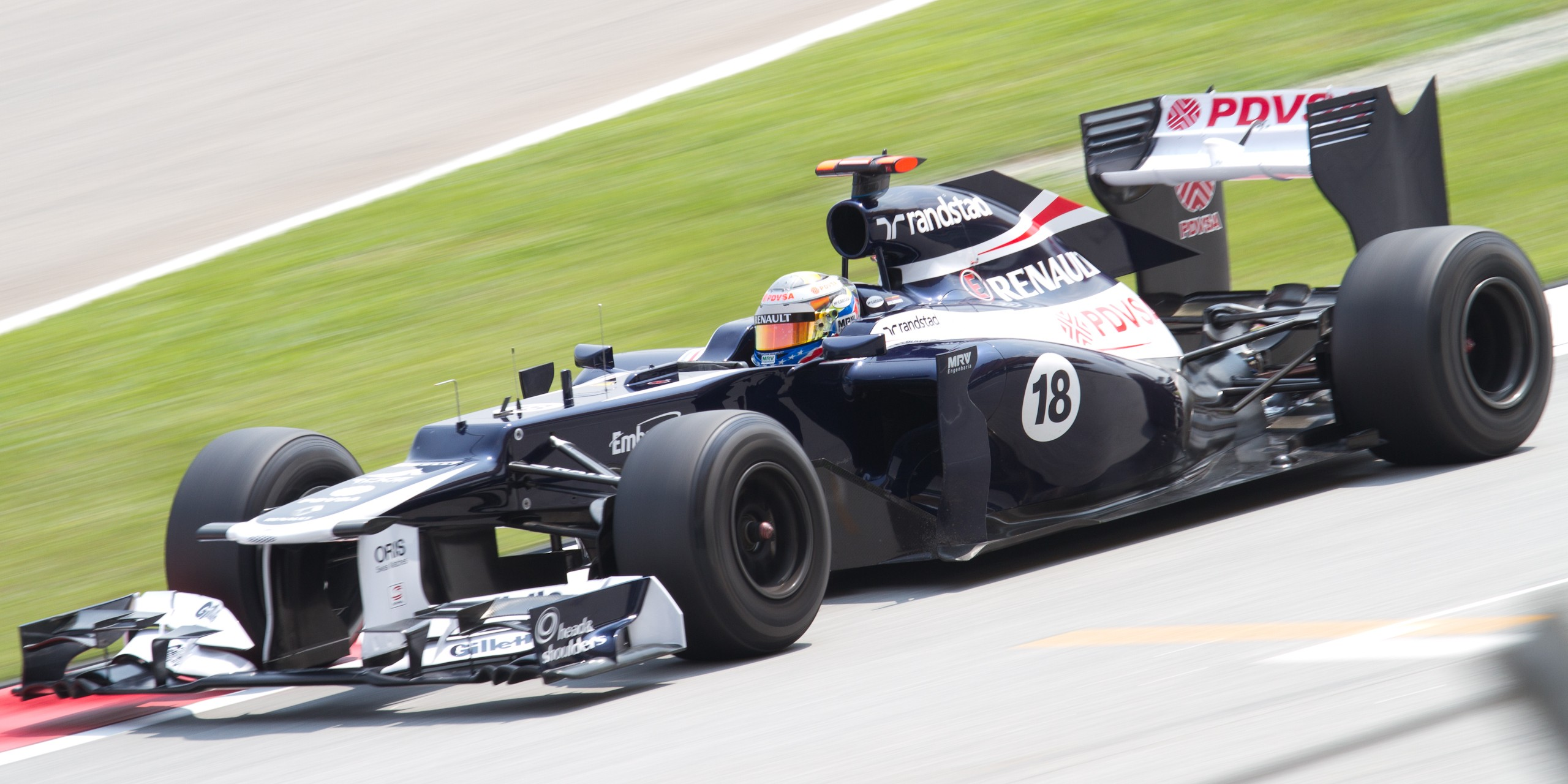
Pastor Maldonado 2012. március 23-án a 2012-es maláj nagydíj szabadedzésén
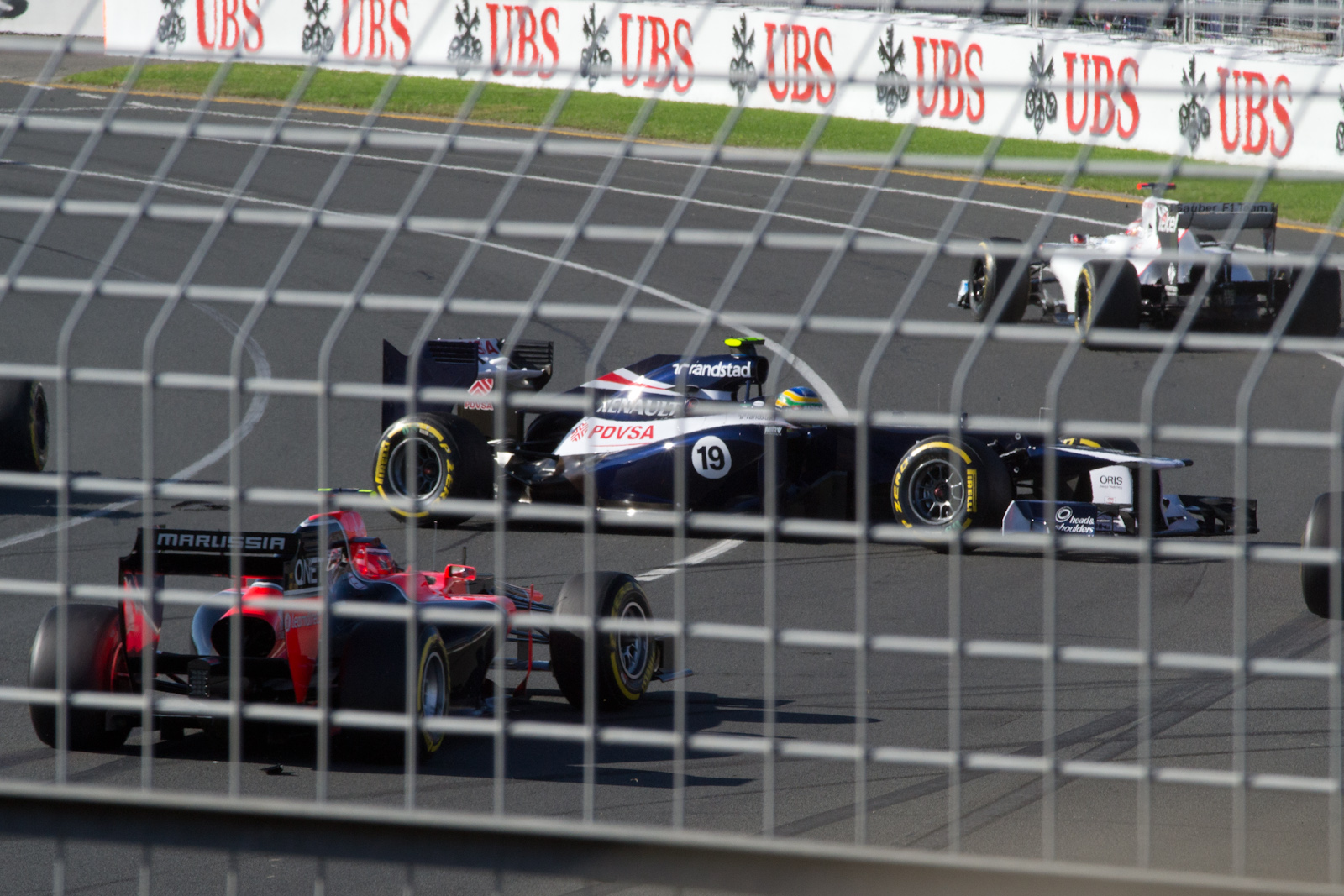
Bruno Senna a 2012-es ausztrál nagydíjon

## Eredmények
(Táblázat értelmezése)

(Félkövér: pole-pozícióból indult; dőlt: leggyorsabb kört futott) 

| Év   | Csapat     | Motor             | Gumi | Versenyzők       | 1   | 2   | 3   | 4   | 5   | 6   | 7   | 8   | 9   | 10  | 11  | 12  | 13  | 14  | 15  | 16  | 17  | 18  | 19  | 20  | Pont | Helyezés |
| ---- | ---------- | ----------------- | ---- | ---------------- | --- | --- | --- | --- | --- | --- | --- | --- | --- | --- | --- | --- | --- | --- | --- | --- | --- | --- | --- | --- | ---- | -------- |
| 2012 | WilliamsF1 | Renault RS27-2012 | P    |                  | AUS | MAL | CHN | BHR | ESP | MON | CAN | EUR | GBR | GER | HUN | BEL | ITA | SIN | JPN | KOR | IND | ABU | USA | BRA | 76   | 8.       |
| 2012 | WilliamsF1 | Renault RS27-2012 | P    | Pastor Maldonado | 13† | 19† | 8   | Ki  | 1   | Ki  | 13  | 12  | 16  | 15  | 13  | Ki  | 11  | Ki  | 8   | 14  | 16  | 5   | 9   | Ki  | 76   | 8.       |
| 2012 | WilliamsF1 | Renault RS27-2012 | P    | Bruno Senna      | 16† | 6   | 7   | 22† | Ki  | 10  | 17  | 10  | 9   | 17  | 7   | 12  | 10  | 18† | 14  | 15  | 10  | 8   | 10  | Ki  | 76   | 8.       |

† Kiesett, de a verseny 90%-át teljesítette, így teljesítményét értékelték.